# Casa Nogués (Sabadell)
La Casa Nogués és una obra modernista de Sabadell (Vallès Occidental) protegida com a Bé Cultural d'Interès Local.

## Descripció
Habitatge unifamiliar cantoner situat a l'eixample dels Escolapis. Està format per doble cos i dividit en planta baixa i dos pisos, coronats a la cantonada per una torratxa de planta quadrada que marca l'organització en dues façanes. Les solucions ornamentals presenten un gust modernista on s'han fet servir elements d'estil gòtic en l'emmarcat de les finestres. A més, hi ha ceràmica vidrada polícroma amb ornamentació de tipus geomètric en la zona que separa la torratxa del pis. La decoració s'estructura a partir de la utilització de l'estuc.
La façana es divideix en zones delimitades per petites cornises que responen a l'altura de les plantes, d'aquestes es destaquen amb major alçada el segon pis. Destaca el treball de la balconada, tractada com una balustrada, en la que s'utilitzen elements vegetals seguint formes ondulants que es van repetint a manera de mòduls. La coberta del casal és a dues aigües, desguassant aquestes a les façanes que donen al carrer i als interiors.

## Història
El projecte que es va fer el 1892 preveia construir una filera de cases al carrer de l'Escola Pia; en el següent projecte (1899), només es preveu la casa Nogués. Pel que fa a la casa, aquesta no canvia gens d'un projecte respecte l'altre.